# Marcus Zuerius van Boxhorn
Marcus Zuerius van Boxhorn (Bergen op Zoom, 28 d'agost de 1612 - 3 d'octubre de 1653), fou un erudit neerlandès. Professor a Leiden, descobrí la similitud entre llengües indoeuropees, que suposà provinents d'una llengua primitiva que anomenà 'scític' (Scytisch en neerlandès).
Tot i que les llengües que originàriament hi emparentà foren només el neerlandès, el grec, el llatí, el persa i l'alemany, posteriorment, i amb la realització de moltes taules de comparació de paraules, hi acabà lligant també llengües eslaves, cèltiques i bàltiques. No hi inclogué, però, l'hebreu, cosa que mostra la bondat de la hipòtesi.
La inspiració per arribar a aquesta idea, però, sembla que s'esdevingué en fer una recerca etimològica que actualment es consideraria pueril: Van Boxhorn postulà, que Zeeland (Zelanda, literalment "terra del mar") provenia del mot eiland ("illa"), tot explicant la desaparició de la z per analogia amb la desaparició a oom (oncle) de l'n inicial (noom).